# Erebia paracleo
Erebia paracleo är en fjärilsart som beskrevs av Ruggero Verity 1927. Erebia paracleo ingår i släktet Erebia och familjen praktfjärilar. Inga underarter finns listade i Catalogue of Life.